# Beverly Piersol
Beverly Piersol (* 1944 in Posstown, USA) ist eine amerikanisch-österreichische Installationskünstlerin und Hochschullehrerin.

## Leben und Wirken
Piersol studierte von 1962 bis 1965 an der Rhode Island School of Design in New York City und graduierte 1970 mit dem Bachelor of Science an der State University of New York. Von 1973 bis 1973 übte sie eine Tätigkeit als Lehrerin und Demonstrator am Carbroundum Museum bei den Niagarafällen aus. 
Seit 1977 lebt sie in Wien. Von 1987 bis 1990 war sie Assistentin an der Universität für künstlerische und industrielle Gestaltung Linz tätig und gehört seit dieser Zeit auch der Künstlervereinigung MAERZ an. 
Von 1990 bis 1992 lehrte sie als Gastprofessor an der Universität für angewandte Kunst Wien. Von 1994 bis 1996 war sie mit Projekten von Kunst am Bau in Graz beschäftigt. Sie verwirklichte einige Sendungen im ORF-Kunstradio. Seit 1995 ist sie an der Webster University Vienna tätig. Ihre künstlerischen Fähigkeiten erstrecken sich auf die Bereiche Installation, Raumkonzept, Grafik, Kunst und Bau, Kollaborative Projekte und Projekte im öffentlichen Raum. Sie realisierte Projekte in Österreich, Deutschland, Polen, Belgien, Holland, Italien und Schweden.

## Ausstellungen
Piersol kann auf eine große Anzahl von Ausstellungen, Installationen und Ausstellungsbeteiligungen verweisen, u. a. in der Galerie März, im Forum Stadtpark, in der Landesgalerie Linz am Oberösterreichischen Landesmuseum, in der Kunsthalle Krems und im Nordico.

## Publikationen
Piersol ist Autorin bzw. Herausgeberin mehrerer Ausstellungskataloge.